# Trevor Taylor
Trevor Oliver Taylor (ur. 11 stycznia 1958 w Montego Bay, zm. 19 stycznia 2008 w Kolonii) – jamajsko-niemiecki wokalista.

## Kariera
W latach 1984–1986 główny wokalista i lider zespołu Bad Boys Blue, zaśpiewał wszystkie partie wokalne na albumach Hot Girls, Bad Boys i Heart Вeat, w tym m.in. w przebojach „You’re a Woman”, „I Wanna Hear Your Heartbeat” czy „Pretty Young Girl”. W 1987 sytuacja uległa zmianie, a po producenckiej zmianie głównego wokalisty na Johna McInerneya śpiewał coraz mniej piosenek, udzielając się głównie w refrenach. Na początku 1989 odszedł z zespołu, niedługo po wydaniu singla „Hungry for Love”. 
Po opuszczeniu Bad Boys Blue kontynuował karierę wokalisty w innych projektach muzycznych, takich jak Street Noise, Supa T. oraz Umoya. W 1993 pod pseudonimem Osazuwas wydał singiel „Free”.
Zmarł 19 stycznia 2008 na zawał serca.